# Rubellavirus
Rubellavirus (RuV) is een virus uit de familie Togaviridae  en de veroorzaker van de ziekte rodehond (rubella) en het congenitale rubellasyndroom bij een infectie in de eerste weken van de zwangerschap.
Dit virus werd voor het eerst gevisualiseerd door June Almeida, een Schotse virologe.